# Лівель Ольга Олександрівна
Лівель Ольга Олександрівна (нар. 29 червня 1987; Хоростків) — українська політична та громадська діячка, активістка, волонтерка, пластунка, очільниця міської організації Української Галицької партії м. Хоростків. Заступник Хоростківського міського голови Степана Васильовича Гладуна з 2017 року.

## Біографія
Народилася 29 червня 1987 року у місті Хоростків.
У 2002—2004 навчалася у Тернопільському Педагогічному Ліцеї, пізніше, у 2004—2009 роках здобувала знання у Тернопільському національному педагогічному університеті за спеціальністю «Географія та біологія» (освітньо-кваліфікаційний рівень — магістр).
2010—2016 — учитель у Хоростківській ЗОШ І-ІІІ ст. № 2.
Одружена, виховує двох синів.

## Громадська та політична діяльність
Із 2017 р. — заступник міського голови Хоростківської міської ради.
Обрана депутатом Хоростківської міської ради двох скликань від ПП «Українська Галицька партія» у 2017 та 2020 роках.
Членкиня національної скаутської організації «Пласт», у 2017—2022 роках — станична Хоростківської станиці «Пласт».